# Ejea de los Caballeros (kommun)
Ejea de los Caballeros är en kommun i Spanien.   Den ligger i provinsen Provincia de Zaragoza och regionen Aragonien, i den nordöstra delen av landet, 290 km nordost om huvudstaden Madrid. Antalet invånare är 17 180.